# 1180

## Esdeveniments
- Barcelona: Primer antecedent d'un arxiu del Comte de Barcelona.[1]
- Tarragona. L'Anno Domini substitueix l'Era Hispànica com a calendari a Catalunya.[2]

## Naixements
- Bernat Calvó, religiós cistercenc, neix al Mas Calvó de Reus